# Momo (companie)

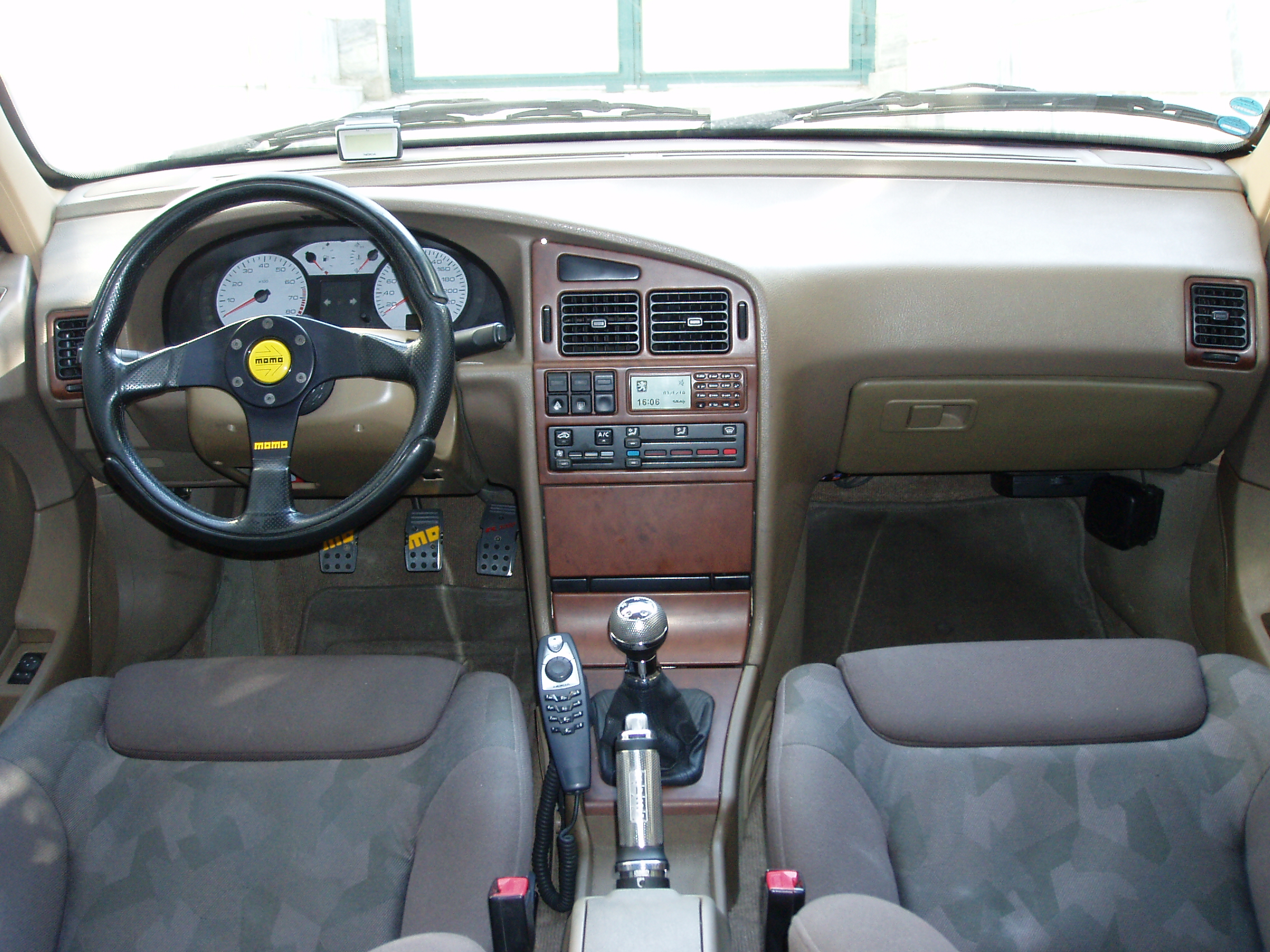
Accesorii MOMO instalate în 2005 Peugeot Pars ELX

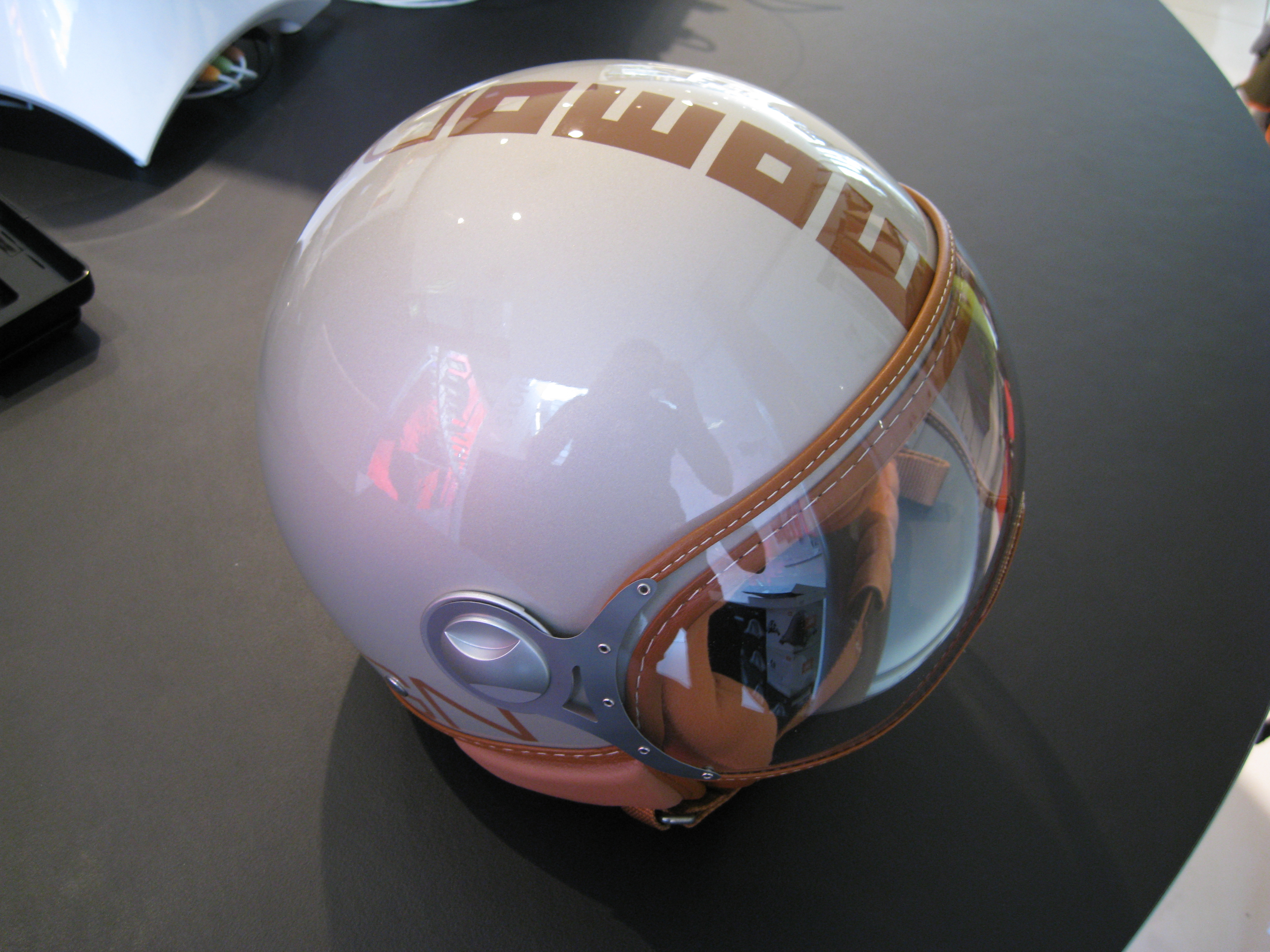
O cască MOMO

MOMO Srl este o companie de proiectare cu sediul central în Milano, Italia, care realizează accesorii și piese pentru automobile.

## Legături externe
- Official USA website
- Official Italian website